# Koliha tenkozobá
Koliha tenkozobá (Numenius tenuirostris) je středně velký druh bahňáka z čeledi slukovitých. Od ostatních druhů kolih se liší kratším zobákem a hrubšími tmavými skvrnami na světlém podkladu po stranách těla. Vzhledem k variabilitě kolih je však určování v terénu krajně obtížné. Hnízdí v západní Asii, konkrétně v malé oblasti na severu Kazachstánu a jihozápadě Sibiře.
Poslední spolehlivé pozorování pochází z roku 2004 z Dunajské delty. V listopadu 2024 byla koliha tenkozobá prohlášena za vyhynulou.